# Arroz a la cazuela
El arroz a la cazuela (en catalán arròs a la cassola), también llamado arroz de montaña (arròs de muntanya), arroz del trozo (arròs del tros) o arroz de payés (arròs de pagès), es un arroz muy tradicional que típicamente se hace con carne de conejo, pollo y costilla de cerdo, aunque existen muchas variantes, por ejemplo con otros ingredientes añadidos como salchicha o cabeza de costilla. Sin embargo, lo que hace variar más los ingredientes es la época del año: por ejemplo, en primavera suelen usarse judía tiernas mientras en otoño resulta habitual añadir setas. En las zonas costeras suele añadirse pescado y marisco, «el que haya: sepia, calamar, mejillones...» Para algunos simboliza «la auténtica comida de los domingos».

## Variantes
El sofrito varía en cada casa, pudiendo hacerse con pimiento morrón o con una ñora o sin pimiento. También se le puede añadir unas gotas de coñac. Pueden añadirse otras verduras, como por ejemplo guisantes o judías tiernas, además de diversas setas. Según la gastroteca de la Generalidad de Cataluña, «hay quien pone pimiento rojo escalivado». Destaca como variante importante el arroz a la cazuela oscurecido con cebolla sofrita que se hace en el Ampurdán.

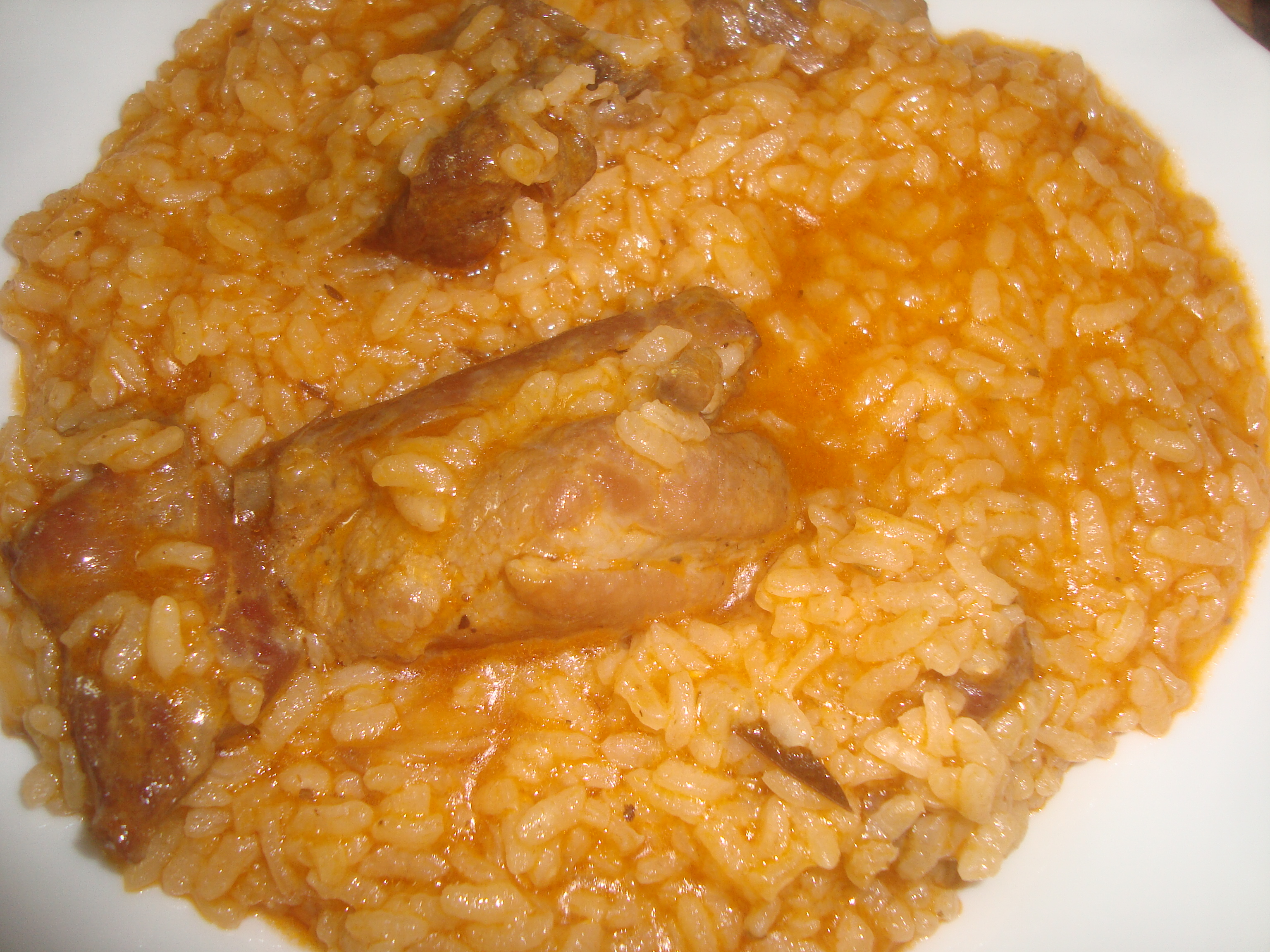
Arroz de cazuela.